# Tapeinosperma ligulifolium
Tapeinosperma ligulifolium är en viveväxtart som beskrevs av A. C. Smith. Tapeinosperma ligulifolium ingår i släktet Tapeinosperma och familjen viveväxter. Inga underarter finns listade i Catalogue of Life.